# Scolecocalanus spinifer
Scolecocalanus spinifer is een eenoogkreeftjessoort uit de familie van de Scolecitrichidae. De wetenschappelijke naam van de soort is voor het eerst geldig gepubliceerd in 1950 door Wilson C.B..